# 1850
1850 (MDCCCL) fue un año común comenzado en martes según el calendario gregoriano.
Es el año 1850 de la era común y del anno Domini, el año 850 del segundo milenio, el año 50 del siglo XIX y el primer año de la década de 1850.

## Acontecimientos

### Enero
- 1 de enero: en España, el sistema de correos utiliza sellos por primera vez.

### Febrero
- 6 de febrero: en Italia, erupción de Vesubio.
- 28 de febrero: en Costa Rica, se erige la Diócesis de San José de Costa Rica con la Bula Cristianae Religionis Autor, durante el papado del Papa Pío IX, desmembrada de la Diócesis de Nicaragua y Costa Rica; dicha jurisdicción abarcaba todo el territorio costarricense.

### Marzo
- 16 de marzo: publicación de la novela La letra escarlata de Nathaniel Hawthorne.

### Abril
- 4 de abril: Los Ángeles (California, Estados Unidos) se convierte oficialmente en una ciudad.
- 12 de abril: en Roma (Italia), después de la disolución de la República Romana por los ejércitos franceses, el papa Pío IX vuelve a la ciudad.
- 13 de abril: en León (Nicaragua) Nace el volcán más joven de Centroamérica, el Cerro Negro
- 15 de abril: San Francisco (California, Estados Unidos) se convierte oficialmente en una ciudad.
- 16 de abril: en Chile se funda la ciudad portuaria de Huasco.
- 16 de abril: en Angers (Francia), 200 personas mueren después del colapso de un puente por el que caminaba una columna del ejército.
- 19 de abril: en Washington D. C. (Estados Unidos), se firma el Tratado Clayton-Bulwer que pondría fin a la colonización y militarización de la región de América Central.

### Mayo
- 11 de mayo: Annibale de Gasparis, un astrónomo y matemático italiano, descubre el asteroide (11) Parthenope.
- 14 de mayo: en Ucrania, el escritor parisino Honoré de Balzac, enfermo y en la ruina económica, se casa con la condesa Ewelina Hanska. Fallecerá el 18 de agosto.
- 16 de mayo: en Francia, es botado el navío Napoleón.
- 19 de mayo: en Cárdenas (Cuba), se iza por primera vez la bandera cubana.

### Junio
- 6 de junio: el primer ejemplar de vaqueros es cosido por Levi Strauss.
- 15 de junio: en el estado de Coahuila (México) se funda la Villa de Herrera (actual Piedras Negras).
- 29 de junio: en la isla de Vancouver (Canadá) se descubre la existencia de los yacimientos de hulla.

### Julio
- 9 de julio: en Estados Unidos muere el presidente Zachary Taylor. Le sustituye Millard Fillmore.
- 17 de julio: en el Observatorio Harvard (Massachusetts, Estados Unidos) la primera fotografía de una estrella (fue un daguerrotipo de la estrella Vega).

### Agosto
- 17 de agosto: se funda el noreste de la Península de Yucatán el poblado de "Dolores" hoy Isla Mujeres.
- 23 de agosto: se terminan las obras para poner un cable telegráfico debajo del Canal de La Mancha.
- 28 de agosto: se estrena la ópera de Richard Wagner, Lohengrin.
- 30 de agosto: Honolulu (Hawái, Estados Unidos) se convierte oficialmente en una ciudad.
- 31 de agosto: en Buenos Aires (Argentina) se firma el Tratado Arana-Lepredour y Francia reconoce la soberanía argentina en el río Paraná.

### Septiembre
- 9 de septiembre: California se convierte en el 31.er estado de Estados Unidos.
- 9 de septiembre: se crea el Territorio de Nuevo México.
- 12 de septiembre: en la provincia china de Sichuan se registra un devastador terremoto de 7,9 que deja más de 20.000 muertos.
- 13 de septiembre: John Russell Hind, un astrónomo británico, descubre el asteroide (12) Victoria.
- 15 de septiembre: en México se inaugura el primer ferrocarril de ese país, entre Veracruz y San Juan.

- 23 de septiembre muere José Artigas, revolucionario de la Banda Oriental del Río de la Plata y Prócer Nacional de Uruguay, en la Quinta Ybyray de Asunción, en Paraguay.

### Octubre
- 22-23 de octubre: en Shropshire (Inglaterra, Reino Unido), se celebran por primera vez los Juegos Olímpicos de Wenlock.

- 31 de octubre: en Madrid (España) se celebra la sesión inaugural de las Cortes en su nueva sede de la Carrera de San Jerónimo, actual Congreso de los Diputados y denominado Palacio de las Cortes de España.

### Noviembre
- 2 de noviembre: Annibale de Gasparis, un astrónomo y matemático italiano, descubre el asteroide (13) Egeria.
- 14 de noviembre: en la Ciudad del Vaticano, el papa Pío IX crea la Guardia Palatina.
- 19 de noviembre: en Madrid (España) se inaugura el Teatro Real de Madrid, con la representación de La favorita, de Gaetano Donizetti.

### Sin datar
- Costa de Oro se convierte en una colonia británica.
- Thomas Coke, segundo conde de Leicester de Holkman, inventa el sombrero de bombín.

## Nacimientos

### Enero
- 27 de enero: John Collier, pintor prerrafaelita inglés (f. 1934).
- 27 de enero: Edward Smith, capitán del Titanic (f. 1912).

### Febrero
- 18 de febrero: George Henschel, pianista, director de orquesta y compositor alemán, nacionalizado británico (f. 1934).

### Marzo
- 31 de marzo: Charles Doolittle Walcott, paleontólogo estadounidense (f. 1927).

### Abril
- 10 de abril: Vincenc Strouhal, físico checo (f. 1922).

### Junio
- 6 de junio: Carl Ferdinand Braun, físico alemán, premio nobel de física en 1909 (f. 1918).
- 24 de junio: Horatio Herbert Kitchener, militar y político británico de origen irlandés (f. 1916).

### Julio
- 2 de julio: Robert Ridgway, ornitólogo estadounidense (f. 1929).
- 8 de julio: John D. Rockefeller, empresario e inversionista industrial (f. 1937).
- 12 de julio: Oscar Neebe, anarquista acusado en el juicio del atentado de Haymarket (f.1916).

### Agosto
- 5 de agosto: Guy de Maupassant, escritor francés (f. 1893).
- 25 de agosto: Charles Robert Richet, médico francés, premio nobel de medicina en 1913 (f. 1935).

### Septiembre
- 9 de septiembre: Leopoldo Miguez, compositor, director de orquesta y violinista brasileño (f. 1902).
- 10 de septiembre: Eduardo López Rivas. intelectual, editor y periodista venezolano (f. 1913).
- 17 de septiembre: Abilio Manuel Guerra Junqueiro, poeta portugués (f. 1923).

### Octubre
- 18 de octubre: Pablo Iglesias, político español, fundador del PSOE (Partido Socialista Obrero Español) y de la UGT (Unión General de Trabajadores) (f. 1925).

### Noviembre
- 12 de noviembre: 
  - Mijaíl Chigorin, ajedrecista ruso (f. 1908).
  - Juan Silvano Godoi, bibliotecario e intelectual paraguayo (f. 1926).
- 13 de noviembre: Robert Louis Stevenson, novelista británico (f. 1894).
- 20 de noviembre: Alfredo Vicenti, periodista, médico, diputado y poeta español. (f. 1916).

### Diciembre
- 21 de diciembre: Lluís Domènech i Montaner, arquitecto español (f. 1923).
- 23 de diciembre: Victoriano Huerta, dictador mexicano (f. 1916).
- 28 de diciembre: Francesco Tamagno, tenor italiano (f. 1905).

## Fallecimientos

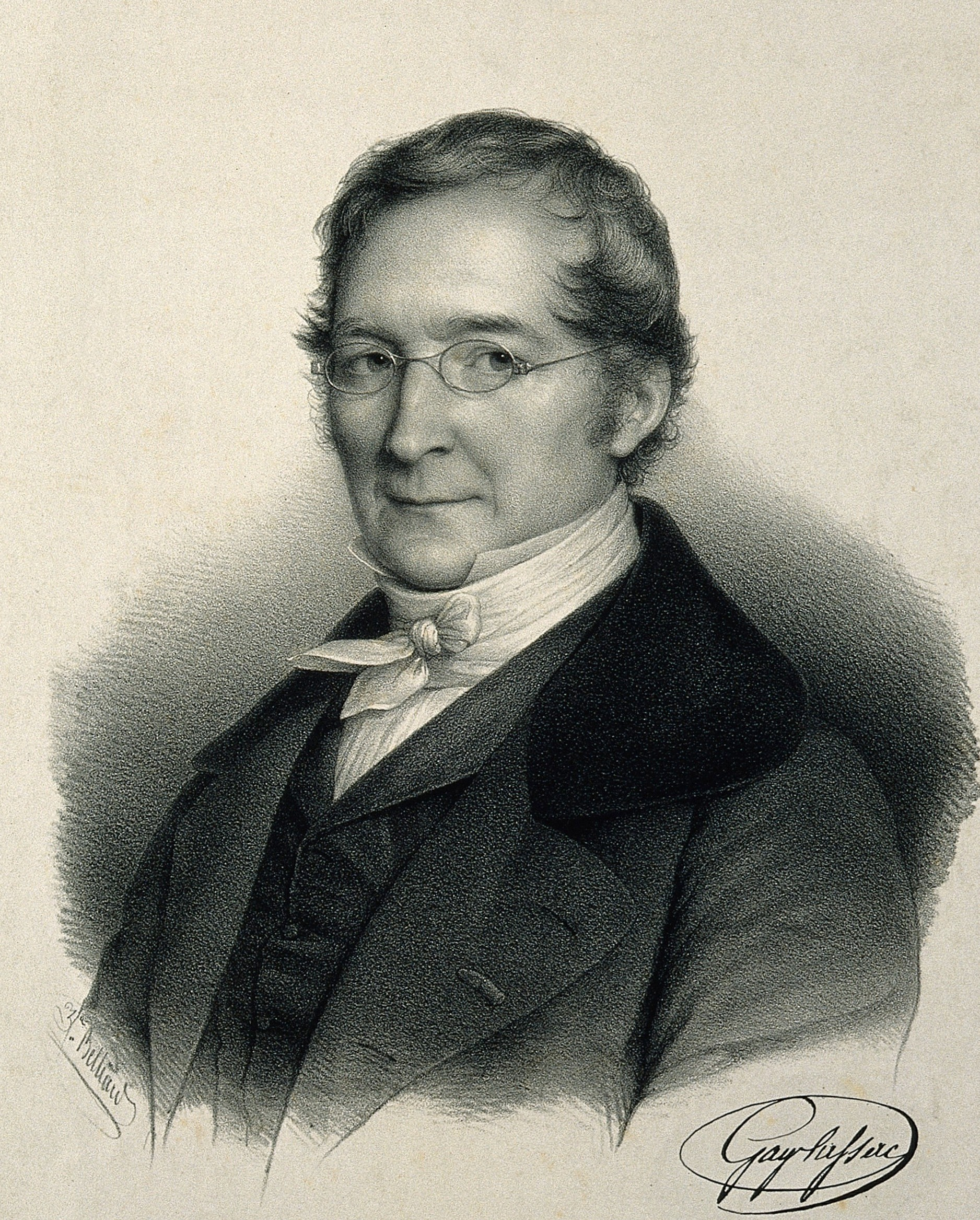
Louis Joseph Gay-Lussac.

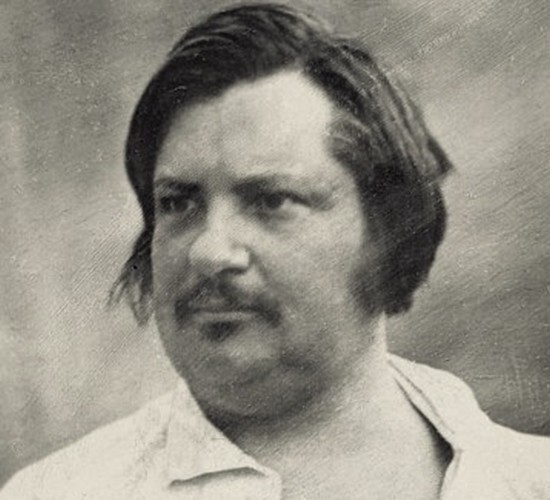
Honorato de Balzac.

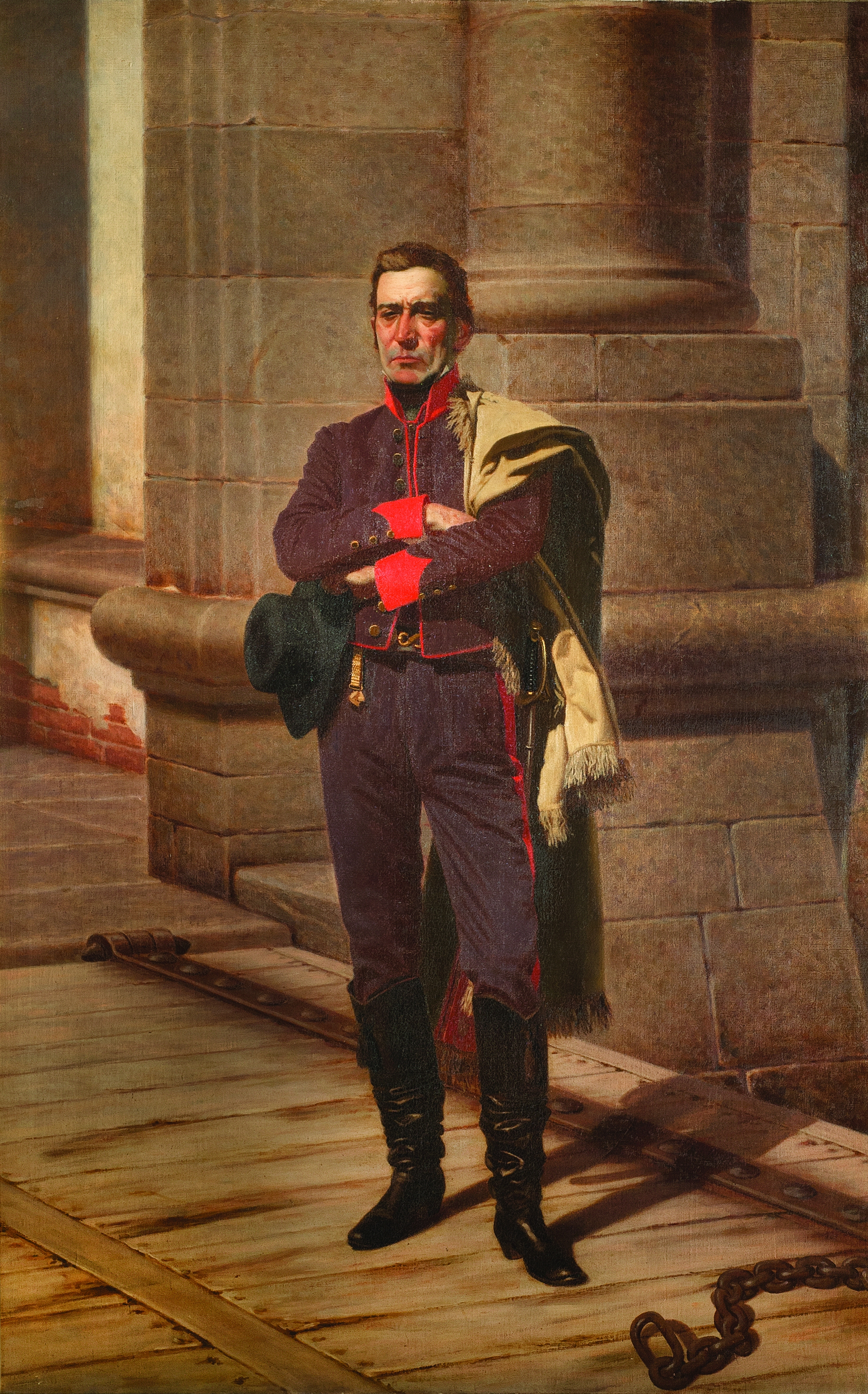
José Gervasio Artigas.

### Enero
- 22 de enero: Vicente Pallotti, sacerdote católico y fundador italiano (n. 1795).

### Mayo
- 9 de mayo: Louis Joseph Gay-Lussac, químico y físico francés (n. 1778).

### Julio
- 6 de julio: Francisco Cea Bermúdez, político español (n. 1779).
- 9 de julio: El Bab (30), religioso iraní, fundador del babismo (n. 1819).

### Agosto
- 3 de agosto: Rafael de Vélez (Manuel José Anguita Téllez) sacerdote y apologista español (n. 1777).
- 17 de agosto: José de San Martín, militar argentino, libertador de Argentina, Chile y Perú (n. 1778).
- 18 de agosto: Honorato de Balzac, novelista francés (n. 1799).
- 26 de agosto: Luis Felipe I de Francia, último rey francés

### Septiembre
- 1 de septiembre: Karl Friedrich von Gärtner, botánico alemán (n. 1772).
- 23 de septiembre: José Gervasio Artigas, militar uruguayo, héroe de la independencia de su país (n. 1764).

### Octubre
- 12 de octubre: José María de Orbe y Elío, militar español (n. 1776).

### Diciembre
- 24 de diciembre: Claude Frédéric Bastiat, escritor, legislador y economista francés (n. 1801)